# Nomentum (stolica tytularna)
Nomentum (wł. Nomento) – stolica historycznej diecezji w Italii erygowanej w około roku 400, a skasowanej w 944. 
Starożytne miasto Nomentum, współcześnie miasto Mentana w prowincji Rzym we Włoszech. Obecnie katolickie biskupstwo tytularne ustanowione w 1966 przez papieża Pawła VI.

## Biskupi tytularni
| Lp. | Biskup                  | Funkcja                                                         | Od                   | Do                |
| --- | ----------------------- | --------------------------------------------------------------- | -------------------- | ----------------- |
| 1   | Emanuele Gerada         | biskup pomocniczy archidiecezji maltańskiej nuncjusz apostolski | 15 lutego 1967       | 21 stycznia 2011  |
| 2   | Habib Chamieh           | administrator apostolski maronickiej eparchii w Buenos Aires    | 17 kwietnia 2013     | 22 listopada 2019 |
| 3   | Justo Rodríguez Gallego | biskup pomocniczy Zárate-Campana                                | 10 października 2020 |                   |